# زندگی (فیلم ۲۰۱۵)
زندگی (انگلیسی: Life) یک فیلم درام است که در سال ۲۰۱۵ منتشر شد.نخستین نمایش این فیلم در شصت و پنجمین جشنواره بین‌المللی فیلم برلین بود.

## موضوع فیلم
این فیلم درباره دنیس استوک (رابرت پتینسون) و ماموریتی است که در رابطه با جیمز دین به وی محول میشود.